# Cantonul Égletons
Cantonul Égletons este un canton din arondismentul Tulle, departamentul Corrèze, regiunea Limousin, Franța.

## Comune
- Champagnac-la-Noaille
- Chapelle-Spinasse
- Égletons (reședință)
- Le Jardin
- Montaignac-Saint-Hippolyte
- Moustier-Ventadour
- Rosiers-d'Égletons
- Saint-Yrieix-le-Déjalat